# Luis Gautier
Luis Gautier y Quesada (ca. 1850 @–  ca. 1920) fue alcalde de la ciudad de Ponce, Puerto Rico, de 8 de diciembre de 1897 al 20 de junio de 1898.  Fue el primer alcalde en dirigir el municipio de Ponce luego del "Decreto Autonómico para Puerto Rico", por el cual Puerto Rico tuvo una concesión de autonomía gubernamental por España.

## Trasfondo
La trayectoria de Gautier Quezada por el escenario político de Ponce se extendió por un largo tiempo. Fue uno de los firmantes del Plan de Ponce el 14 de noviembre de 1886. En 1887,  fue uno  de 10 delegados de Ponce a la asamblea política que se llevó a cabo en el Teatro La Perla, y cuál resultó en la fundación del Partido Autonomista Puertorriqueño También fue un miembro por muchos años del Consejo Municipal de Ponce, e inmediatamente con anterioridad a devenir a la posición de alcalde, también ostentó el puesto de Teniente de Alcalde.

## Incumbencia
Puerto Rico había recibido de España una Carta Autonómica el 25 de noviembre de 1897, justo dos semanas antes de que Gautier Quesada juramentara como alcalde. Gautier Quesada ascendió al cargo luego de que su predecesor,  Miguel Rosich y Más, renunció cuando Puerto Rico recibió la Carta de Autonómica. Como teniente del alcalde, Gautier Quesada automáticamente se convirtió en alcalde de forma interina.
Gautier era el alcalde  de Ponce cuándo España y Estados Unidos se declararon la guerra. Inmediatamente el flujo de dinero efectivo de gobierno municipal se convirtió en una preocupación. Un el resultado directo de la guerra era que los salarios de todos los empleados  municipales estuvieron reducidos. También, mientras la guerra continuaba, Gautier Quesada tenía que asegurarse que hubiese suficientes suministros de víveres y otras necesidades básicas en las tiendas para ayudar alimentan los residentes de Ponce. 
Bajo la amenaza de una incursión americana a Puerto Rico (Puerto Rico había declarado en un estado de guerra desde el 27 de marzo de 1898), Gautier Quesada también tuvo que lidiar con la escasez de las reservas de carbón para encender las calles de ciudad. El municipio tenía un contrato empresarial con los dueños del gasómetro, pero el municipio se apropió los activos del gasómetro cuando la compañía falló en cumplir su contrato, el cual estipulaba que la compañía mantendría 200 toneladas de carbón en reservas - pero tenga ninguno. De esta forma el gobierno municipal tomó las riendas de la compañía y proporcionó luz la ciudad, pero utilizando petróleo, no el carbón.  Gautier fue alcalde  hasta el 20 de junio de 1898, cuándo Ulpiano Colom tomó la silla de alcalde.